# Hydrichthys
Hydrichthys är ett släkte av nässeldjur. Hydrichthys ingår i familjen Hydrichthyidae.
Hydrichthys är enda släktet i familjen Hydrichthyidae.
Kladogram enligt Catalogue of Life:
| Hydrichthys | \| \| Hydrichthys cyclothonis \| \| \| \| \| \| Hydrichthys sarcotretis \| \| \| \| |
|             | \| \| Hydrichthys cyclothonis \| \| \| \| \| \| Hydrichthys sarcotretis \| \| \| \| |
|             | Hydrichthys cyclothonis                                                             |
|             |                                                                                     |
|             | Hydrichthys sarcotretis                                                             |
|             |                                                                                     |